# 迈密乌斯
迈密乌斯（英語：Gaius Memmius (poet)），约活动于公元前1世纪前后。古罗马演说家和诗人，同时也是诗人的资助人，卢克莱修《物性论》即以他为题献者，其作品无一传世。

## 扩展阅读
- 本条目包含来自公有领域出版物的文本: Chisholm, Hugh (编).  (第11版). London: Cambridge University Press. 1911.